# Orlando furioso (ópera)
Orlando (ou, mais comumente em tempos modernos, Orlando Furioso) (RV 728) é uma ópera em três atos do compositor veneziano Antonio Vivaldi (1678-1741). O libreto é de Grazio Braccioli (1682-1752), inspirado no poema épico renascentista Orlando furioso (1516), de Ludovico Ariosto. A estreia se deu no Teatro Sant'Angelo de Veneza em novembro de 1727. Vivaldi já havia utilizado outro libreto de Braccioli baseado, no entanto, no poema Orlando enamorado de Matteo Maria Boiardo, em sua ópera Orlando Finto Pazzo (RV 727), apresentada pela primeira vez no mesmo teatro em novembro de 1714. Há evidências de que Vivaldi atuou como empresário na montagem desta ópera (junto com seu pai Giovanni Battista), uma vez que chegou até nós um contrato firmado com a cantora Lucrezia Baldini com a assinatura do autor. É interessante notar que a quase totalidade dos libretos originais cita a ópera somente com o nome de Orlando. Ela se tornou conhecida posteriormente como Orlando Furioso em parte para diferenciá-la da ópera de 1714, Orlando Finto Pazzo e, em parte, por conta de uma ópera anterior de Giovanni Alberto Ristori (1692-1753), escrita sobre o mesmo libreto de Braccioli e chamada precisamente Orlando Furioso. A ópera de Ristori foi montada em Veneza em novembro de 1713 por Vivaldi, na sua qualidade de empresário do Teatro de Santo Ângelo. O catálogo Ryom contém uma referência (RV Anh. 52) a uma ópera de Vivaldi que chegou até nós incompleta e com apenas algumas páginas autógrafas sob o nome Orlando Furioso, com data de 1714 (outono). O documento, que se encontra nos arquivos da Biblioteca de Turim, sugere que Vivaldi buscava se recuperar do aparente fracasso de sua ópera anterior, Orlando Finto Pazzo , seguindo os passos de Ristori.
Orlando Furioso (RV 728) foi gravada pela primeira vez em 1977 pela Erato/RCA France: Claudio Scimone dirigiu a orquestra de I Solisti veneti, com cantores como Marilyn Horne (Orlando), Victoria de los Ángeles (Angelica), Lucia Valentini Terrani (Alcina) e Sesto Bruscantini (Ruggiero). No ano seguinte, Scimone e Horne, juntamente com Pier Luigi Pizzi, encenador, figurinista e cenógrafo, foram os protagonistas da primeira performance em tempos modernos que foi realizada no Teatro Filarmonico di Verona. A mesma produção foi filmada em 1989 na Ópera de São Francisco, ainda com Marilyn Horne como protagonista, e com Randall Behr como regente (DVD ArtHaus Musik).
Uma gravação mais recente e abrangente foi realizada em 2005 pela Opus 111 - Naïve como parte da série The Vivaldi Edition. Jean-Christophe Spinosi rege o Ensemble Matheus. A gravação conta com cantores como as contraltos Marie-Nicole Lemieux (Orlando) e Ann Hallenberg (Bradamente), a soprano Veronica Cangemi (Angelica) e o contratenor Philippe Jaroussky (Ruggiero).

## Personagens e intérpretes originais
| Personagens | Timbre vocal               | Estreia, 1727 (Intérpretes originais) |
| ----------- | -------------------------- | ------------------------------------- |
| Orlando     | Contralto (papel-travesti) | Lucia Lancetti                        |
| Angelica    | Soprano                    | Benedetta Serosina                    |
| Alcina      | Contralto                  | Anna Girò                             |
| Bradamante  | Contralto                  | Maria Catterina Negri                 |
| Medoro      | Contralto castrato         | Casimiro Pignotti                     |
| Ruggiero    | Contralto castrato         | Giovanni Andrea Tassi                 |
| Astolfo     | Baixo                      | Gaetano Pinetti                       |

## Sinopse
A trama se passa em uma ilha encantada, onde reina Alcina, uma bruxa traiçoeira. Velha e feia, ela tem o poder de assumir uma aparência jovem e bela, seduzindo por meio de encantos a qualquer homem que entre em seu reino.
Ato I
A princesa Angélica e Orlando estão na ilha de Alcina. Orlando declara-se confiante em seu valor e expressa seu grande amor por Angélica. Medoro, por quem Angélica é apaixonada, escapa de um naufrágio e se encontra com ela na ilha em um maravilhoso jardim no qual duas fontes são vistas. Angélica está deseperada por acreditar que Medoro não resistirá, mas Alcina o ajuda magicamente. Ele, então, conta como havia sido capturado antes de naufragar. Orlando tem ciúmes de Medoro, mas Angélica mente e diz que Medoro é seu irmão. Alcina é atraída pelo cavaleiro Ruggiero. Ela usa sua mágica para fazê-lo esquecer Bradamante e amá-la em seu lugar. Bradamante descobre a "traição". Para quebrar o encanto de Alcina, Bradamente mostra a Ruggiero o anel que ele lhe havia dado. Ruggiero se sente culpado por ter cedido aos sortilégios de Alcina.
Ato II
Em um bosque repleto de verdes recantos, Astolfo reflete sobre seu amor por Alcina, mas se sente atormentado por sua infidelidade.
Enquanto isso, em uma região montanhosa com um penhasco íngreme, Angélica e Medoro fazem juras de amor. Para livrar-se de Orlando, Angelica envia Medoro para lutar contra um monstro que guarda um elixir de juventude. Orlando entra em uma caverna e fica preso. Compreendendo a infidelidade de Angélica, ele se enfurece e consegue cavar até sair da caverna. Angélica e Medoro se casam em um campo ao pé de uma colina. Eles gravam seus votos em uma árvore próxima. Orlando encontra a árvore e, ao ler a inscrição, fica furioso e começa a destruir as árvores do bosque.
Ato III
O local é o alpendre do Templo de Hécate. Astolfo acredita que Orlando, que havia desaparecido, está morto. Com Ruggiero e Bradamante, ele planeja vingança contra Alcina. O segredo do poder de Alcina encontra-se em uma urna, que está guardada no templo de Hécate. Eles aguardam o regresso de Alcina. Dentro do templo de Hécate, Bradamente se disfarça como um homem. Ao vê-la, Alcina se apaixona por ela. Orlando, ainda em fúria por conta do casamento de Angélica e Medoro, investe contra as estátuas do templo e acaba destruindo o poder de Alcina involuntariamente. Em uma parte deserta da ilha, Alcina tenta atacar Orlando durante o sono, mas é impedida por Ruggiero e Bradamante. Astolfo faz com que Alcina seja levada para a prisão. Orlando recupera a sua razão e perdoa Angélica e Medoro.